# Чемпіонат світу з футболу 2014 (кваліфікаційний раунд, ОФК)
Кваліфікаційній раунд чемпіонату світу з футболу 2014 у зоні ОФК проходив з 2011 до 2013 року і визначив учасника ЧС-2014 у Бразилії від ОФК.
Переможець турніру, Нова Зеландія взяв участь в міжконтинентальних стикових матчах з 4-ю командою зони КОНКАКАФ, Мексикою. За сумою двох матчів Мексика перемогла з рахунком 9:3.
Функцію першого раунду відбіркового турніру в Океанії мали виконувати футбольні змагання на Тихоокеанських іграх 2011, які пройшли в Нумеа, Нова Каледонія з 28 серпня по 9 вересня. Відповідну угоду було підписано в Суве 13 липня 2009. Функцію другого раунду відігравав Кубок націй ОФК 2012. Пізніше, в червні 2011 року, формат відбіркових змагань був переглянутий ФІФА.

## Учасники
Брали участь 11 членів ОФК, що входять до ФІФА:
| Пройшли до другого раунду | Грають з першого раунду                                                               |
| --- | ------------------------------------------------------------------------------------- |
| 1. Нова Зеландія (94) · 2. Фіджі (156) · 3. Нова Каледонія (164) · 4. Вануату (169) · 5. Соломонові Острови (181) · 6. Таїті (182) · 7. Папуа Нова Гвінея (без рейтингу) | 1. Самоа (189) · 2. Тонга (192) · 3. Острови Кука (195) · 4. Американське Самоа (203) |

## Перший раунд
Чотири найгірших команди за рейтингом ФІФА на липень 2011 року грали за круговою системою в одне коло. Переможець вийшов до другого раунду. Ігри пройшли з 22 по 26 листопада 2011 року в Самоа.
| М  | Команда            | І | В | Н | П | МЗ | МП | РМ | О |
| -- | ------------------ | - | - | - | - | -- | -- | -- | - |
| 1. | Самоа              | 3 | 2 | 1 | 0 | 5  | 3  | +2 | 7 |
| 2. | Тонга              | 3 | 1 | 1 | 1 | 4  | 4  | 0  | 4 |
| 3. | Американське Самоа | 3 | 1 | 1 | 1 | 3  | 3  | 0  | 4 |
| 4. | Острови Кука       | 3 | 0 | 1 | 2 | 4  | 6  | −2 | 1 |

## Другий раунд
Функцію другого раунду виконував груповий турнір Кубка націй ОФК 2012. Переможець першого раунду і 7 команд, які очолюють рейтинг, розбились на дві групи по 4 команди і грали за круговою системою в одне коло. Команди, що зайняли 1-2 місця в групах, вийшли до третього раунду. Ігри пройшли з 1 по 12 червня 2012 на Фіджі. Жеребкування пройшло в Ріо-де-Жанейро 30 липня 2011. Склади кошиків:
| Кошик 1                                          | Кошик 2                                                 |
| ------------------------------------------------ | ------------------------------------------------------- |
| Нова Зеландія · Фіджі · Нова Каледонія · Вануату | Соломонові Острови · Таїті · Папуа Нова Гвінея · Самоа† |

† Переможець першого раунду; було невідомо, яка команда це буде і з яким рейтингом.

### Групи

#### Група A
| М  | Команда        | І | В | Н | П | МЗ | МП | РМ  | О |
| -- | -------------- | - | - | - | - | -- | -- | --- | - |
| 1. | Таїті          | 3 | 3 | 0 | 0 | 18 | 5  | +13 | 9 |
| 2. | Нова Каледонія | 3 | 2 | 0 | 1 | 17 | 6  | +11 | 6 |
| 3. | Вануату        | 3 | 1 | 0 | 2 | 8  | 9  | −1  | 3 |
| 4. | Самоа          | 3 | 0 | 0 | 3 | 1  | 24 | −23 | 0 |

#### Група B
| М  | Команда            | І | В | Н | П | МЗ | МП | РМ | О |
| -- | ------------------ | - | - | - | - | -- | -- | -- | - |
| 1. | Нова Зеландія      | 3 | 2 | 1 | 0 | 4  | 2  | +2 | 7 |
| 2. | Соломонові Острови | 3 | 1 | 2 | 0 | 2  | 1  | +1 | 5 |
| 3. | Фіджі              | 3 | 0 | 2 | 1 | 1  | 2  | −1 | 2 |
| 4. | Папуа Нова Гвінея  | 3 | 0 | 1 | 2 | 2  | 4  | −2 | 1 |

## Третій раунд
4 переможці другого раунду утворили одну групу та грали за круговою системою у два кола. Переможець виходив у міжконтинентальні стикові матчі.
| М  | Команда            | І | В | Н | П | МЗ | МП | РМ  | О  |
| -- | ------------------ | - | - | - | - | -- | -- | --- | -- |
| 1. | Нова Зеландія      | 6 | 6 | 0 | 0 | 17 | 2  | +15 | 18 |
| 2. | Нова Каледонія     | 6 | 4 | 0 | 2 | 17 | 6  | +11 | 12 |
| 3. | Таїті              | 6 | 1 | 0 | 5 | 2  | 12 | −10 | 3  |
| 4. | Соломонові Острови | 6 | 1 | 0 | 5 | 5  | 21 | −16 | 3  |

## Міжконтинентальний плей-оф
Переможець відбору ОФК, Нова Зеландія, зіграла плей-оф з командою Мексики, що посіла четверте місце відбору в зоні КОНКАКАФ. 
| Команда 1 | Заг. | Команда 2     | 1-й матч | 2-й матч |
| --------- | ---- | ------------- | -------- | -------- |
| Мексика   | 9:3  | Нова Зеландія | 5:1      | 4:2      |

Збірна Мексики потрапила до фінальної частини турніру.